# Jan Kunowski
Jan Kunowski  herbu Łodzia lub Nałęcz – polski husarz, starosta czernihowski (1622–1653), sekretarz królewski, kalwinista - dyrektor Jednoty Litewskiej, deputowany do Trybunału Litewskiego. 
Pochodził z rodu szlacheckiego wywodzącego się z Korony (w herbarzu Wojciecha Wijuka Kojałowicza został przypisany do Kunowskich h. Łodzia - według Radosława Sajny-Kunowsky'ego był to błąd, powtarzany w następnych herbarzach i innych publikacjach, gdyż w rzeczywistości - według jego badań - pochodził z Kunowskich h. Nałęcz), który przeniósł się do Wielkiego Księstwa Litewskiego (do powiatów lidzkiego i mozyrskiego). Poeta, żołnierz, polityk i dyplomata urodzony pod koniec XVI stulecia (zm. po 1654 r.). Karierę rozpoczął od służby wojskowej w chorągwi husarskiej Aleksandra Korwina Gosiewskiego. Uczestnik dwóch kampanii wojskowych w 1615–1616 (odblokowanie Smoleńska) i 1621–1622 (wojna inflancka), dzięki którym uzyskał tytuł starosty czernihowskiego. Po śmierci Zygmunta III Wazy brał udział jako obrońca Smoleńska, gdzie wykazał się bohaterstwem. 
Zakończenie wojny z Moskwą radykalnie zmieniło pozycję Jana Kunowskiego. Przy protekcji Aleksandra Gosiewskiego, otrzymał urząd sekretarza królewskiego. Z drugiej strony sejm uporządkował strukturę aneksów wschodnich. W 1635 r. księstwo czernihowskie przekształcono w województwo z dwoma powiatami (czernihowskim i nowogródzko-siewierskim). W powiatach urzędowali starostowie grodowi. W Czernihowie starostwo z urzędu przypadało wojewodzie. W taki sposób Kunowski stracił swoją godność, co najprawdopodobniej skłoniło go do pełnego zaangażowania się w działalność na dworze królewskim jako sekretarza. Był tam przez króla  Władysława IV Wazę wykorzystywany jako specjalista od spraw moskiewskich. Najważniejszym dokonaniem była misja poselska do Moskwy z 1636 r. Miała ona na celu doprowadzenie do wyznaczenia w terenie linii granicznej i wybadanie nastrojów panujących w stolicy moskiewskiego państwa. 
W 1639 r. inne ważne wydarzenie zmieniło życie sekretarza. Umarł wówczas jego wieloletni patron – Aleksander Korwin Gosiewski. Jan Kunowski zebrał wszystkie swoje utwory poświęcone zmarłemu, spisując je i dedykuje synowi opiekuna – Krzysztofowi Korwinowi Gosiewskiemu. Wówczas również działał na forum szlacheckim. Jako ewangelik reformowany zaangażował się w działania Jednoty Litewskiej. Trzykrotnie pełnił funkcję świeckiego dyrektora synodu prowincjonalnego (1639, 1649, 1654). Ponadto trzykrotnie był wybierany deputatem do Trybunału Głównego Wielkiego Księstwa Litewskiego: pierwszy raz w 1621 r. z powiatu mozyrskiego, drugi w 1636 r. ze Smoleńska i trzeci raz w 1651 r. z powiatu lidzkiego.
Dzieła autorstwa Jana Kunowskiego. 
- Odsiecz smoleńska, 1617
- Na starożytne domowstwa Jego Mci Pana Gosiewskiego herby., 1617
- Ekspedycyja inflantska, 1621
- Smoleńska zacność, 1628
- Fragment oblężenia smoleńskiego, 1632
- Na angaryją oblężenia smoleńskiego uskarżenie, 1633
- Na moskiewskie manubye czasu odsieczy, 1634
- Na triumf królewski z odsieczy smoleńskiej, 1634
- Pakta moskiewskie i śmierci wojewody smoleńskiego przyczyna, 1640
- Lament, 1640
- Nagrobek temuż, 1640
- Między cudami świata, 1640
- Nie masz Gosiewskiego Aleksandra, 1640